# هواپیمایی سعودی
هواپیمایی سعودی (به عربی: الخطوط الجویة العربية السعودیة) شرکت هواپیمایی حامل پرچم عربستان سعودی است، که مقر اصلی آن، در فرودگاه بین‌المللی ملک عبدالعزیز جده و دفاتر فرعی آن در فرودگاه بین‌المللی ملک خالد ریاض و فرودگاه بین‌المللی ملک فهد دمام مستقر است.
طبق اطلاعات فلایت رادار ۲۴ هواپیمایی سعودی در حال حاضر ناوگانی متشکل از ۱۸۸ فروند هواپیما دارد. این شرکت پروازهای منظم روزانه‌ای را از شهرهای متعدد پادشاهی عربستان سعودی به ۷۶ مقصد داخلی و بین‌المللی در خاورمیانه، آسیا، اروپا، آفریقا، شبه‌قارهٔ هند و آمریکای شمالی انجام می‌دهد.

## تاریخچه
- شرکت هواپیمایی حامل پرچم عربستان سعودی در سال ۱۹۴۵ به‌عنوان شرکتی دولتی و زیر نظر وزارت دفاع پادشاهی عربستان سعودی بنیانگذاری شد. در آن زمان ناوگان هواپیمایی سعودی متشکل از ۳ فروند هواپیمای داگلاس دی‌سی-۳ بود که از سوی رئیس‌جمهوری وقت ایالات متحدهٔ آمریکا تئودور روزولت به ملک عبدالعزیز، پادشاه وقت عربستان سعودی اهدا شد.
- در ۱۰ ژوئن ۱۹۴۵ نخستین فرودگاه عربستان سعودی در جده گشایش یافت و نخستین پرواز بین‌المللی هواپیمایی سعودی به مقصد دمشق انجام شد. طی سال‌های دههٔ چهل میلادی پروازهای هواپیمایی سعودی به مقصدهای دیگری همچون فرودگاه بین‌المللی قاهره، فرودگاه بین‌المللی بیروت و فرودگاه لاد (در سرزمین‌های فلسطینی تحت‌الحمایهٔ بریتانیا - اسرائیل کنونی) انجام می‌گرفت.
- در سال‌های پایانی دههٔ ۱۹۵۰ نیز، با گسترش ناوگان و اضافه شدن ۴ فروند هواپیمای دی‌سی-۴ و ۱۰ فروند هواپیمای کانور ۳۰۴، هواپیمایی سعودی اقدام به برقراری پروازهایی به استانبول، کراچی، امان، کویت، اسمره و پورت سودان نمود.
- در سال ۱۹۶۲ دو هواپیمای بوئینگ ۷۲۰ به ناوگان هواپیمایی سعودی پیوست، و بدینسان توانست نخستین شرکت پیشتاز ترابری هوایی باشد که از هواپیماهای جت در منطقهٔ خاورمیانه بهره می‌گرفت.
- در ۱۹ فوریهٔ ۱۹۶۳ بنا به دستور پادشاه وقت عربستان سعودی ملک فیصل بن عبدالعزیز هواپیمایی سعودی به‌طور رسمی تحت نام اختصاری (السعودیه) ثبت شد و فعالیت مستقل و غیردولتی خود را آغاز نمود.
- در سال ۱۹۶۷، هواپیمایی سعودی به عضویت رسمی سازمان یاتا درآمد.
- در سال‌های دههٔ ۱۹۶۰ هواپیمایی سعودی با خریداری ۲ فروند هواپیمای بوئینگ ۷۰۷–۳۶۸ و ۳ فروند هواپیمای داگلاس دی‌سی-۶ و ۳ فروند هواپیمای مک‌دانل داگلاس دی‌سی-۹، پروازهای خود به تهران، شارجه، خارطوم، بمبئی، طرابلس، تونس، الجزایر، رباط، ژنو، فرانکفورت و لندن را آغاز نمود.
- در سال‌های دههٔ ۱۹۷۰ هواپیماهای بوئینگ ۷۴۷ و بوئینگ ۷۳۷ و لاکهید ال-۱۰۱۱ تری‌استار به ناوگان هواپیمایی سعودی پیوستند؛ و مسیرهای پروازی به مقصد رم و نیویورک برقرار شد.
- در دههٔ ۱۹۸۰، هواپیمایی سعودی فعالیت خود را بر گسترش پروازهای بین‌المللی خود معطوف ساخت، و پروازهای خود به مانیل، بانکوک، لارناکا، سنگاپور، داکا، اسلام‌آباد، لاهور، نایروبی، آدیس آبابا، موگادیشو، بروکسل، آمستردام، نیس و واشینگتن، دی.سی. را آغاز نمود.
- در دههٔ ۱۹۹۰ مسیرهای پروازی هواپیمایی سعودی به مقصدهای بیشتری همچون: اورلاندو، آتن، میلان، اسکندریه، مدرس و مالاگا برقرار شد.

## ناوگان هوایی

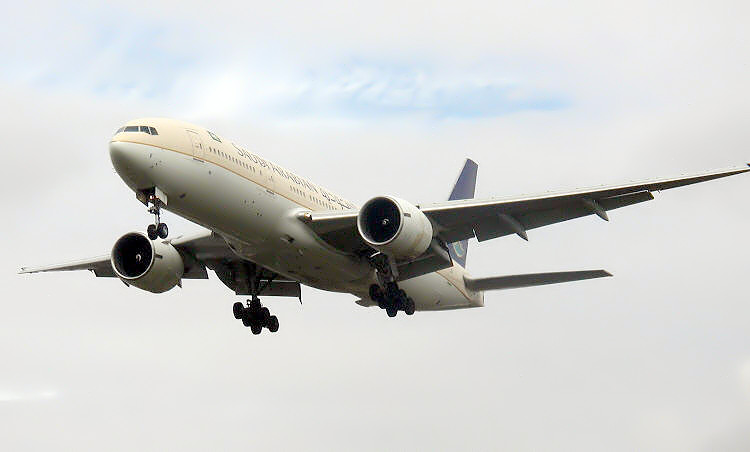
یک فروند بوئینگ ۷۷۷ هواپیمایی سعودی

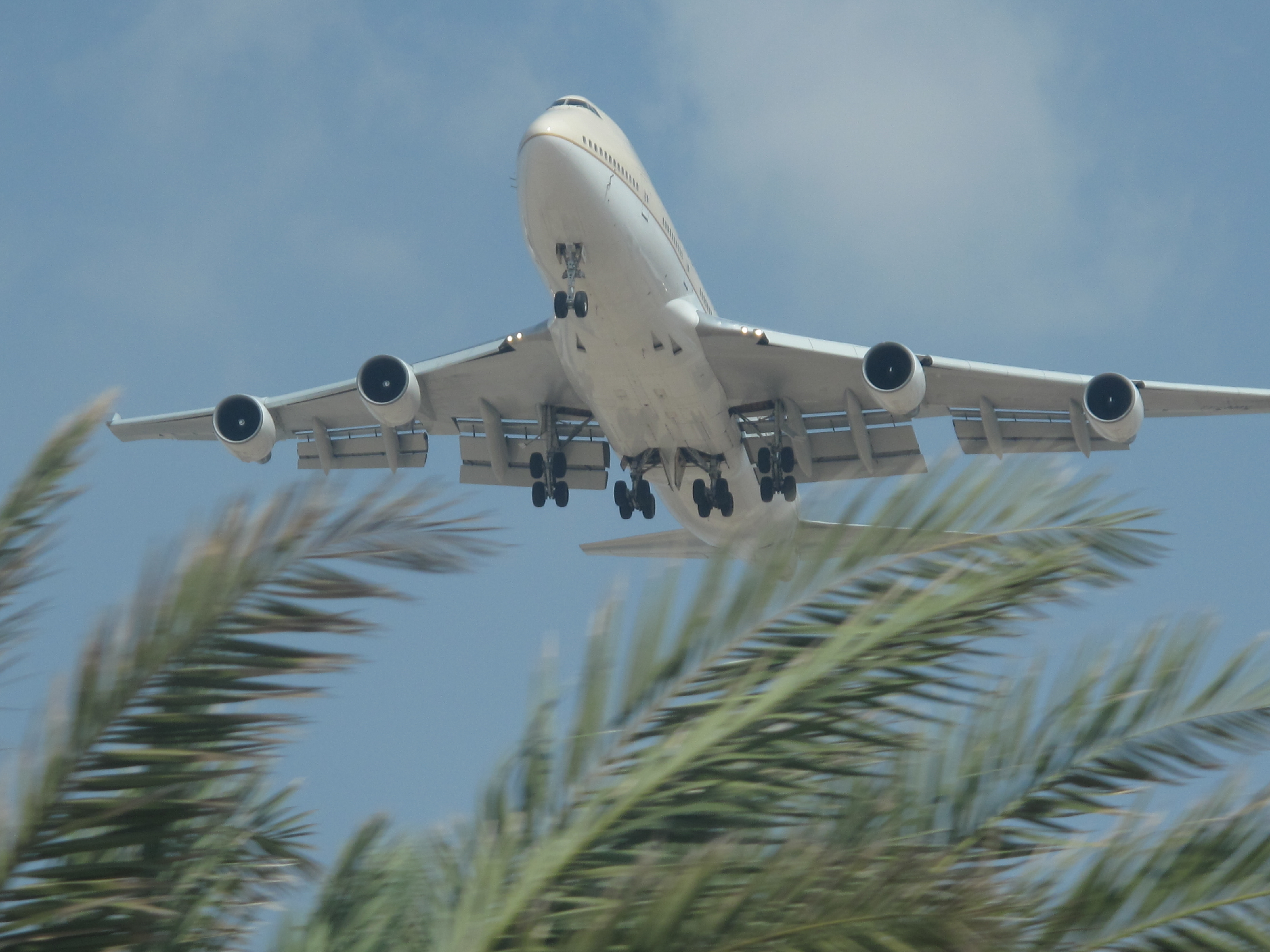
یک فروند بوئینگ ۷۴۷ شرکت هواپیمایی سعودی به هنگام فرود در فرودگاه جده

تا اواسط سال ۲۰۱۶ تعداد ۱۶۴ فروند هواپیما در ناوگان هواپیمایی سعودی حضور دارند اما برپایه آمار رسمی تا ژوئن۲۰۰۷ ناوگان هواپیمایی سعودی بر اساس جدول زیر بوده‌است:

## کوتاه و خواندنی
- هواپیمایی سعودی و ایران ایر تنها شرکت‌های هواپیمایی جهان هستند، که هواپیماهای بوئینگ ۷۴۷–۱۰۰بی را مستقیماً از شرکت بوئینگ خریداری نمودند.
- حمل و نوشیدن مشروبات الکلی در کلیهٔ پروازهای هواپیمایی سعودی ممنوع است.
- از نیمهٔ دههٔ ۱۹۹۰ میلادی بدین سو هواپیمایی سعودی استعمال دخانیات را در پروازهای داخلی و بین‌المللی خود ممنوع نموده‌است.